# Rusi Christozow
Rusi Christozow Gospodinow (bułg. Руси Христозов Господинов, ur. 13 listopada 1914 w Musaczewie w Obwodzie Stara Zagora, zm. 20 grudnia 1990 w Sofii) – bułgarski polityk komunistyczny, minister spraw wewnętrznych Ludowej Republiki Bułgarii w latach 1949–1951.

## Życiorys
Od 1930 członek Bułgarskiego Komunistycznego Związku Młodzieży, od 1933 studiował na wydziale agronomicznych Uniwersytetu w Sofii, wydalony z uczelni za udział w strajku studenckim. W 1936 ukończył finanse w Wolnym Uniwersytecie Nauk Ekonomicznych i Politycznych, później wrócił na uniwersytet w Sofii, gdzie w 1940 skończył prawo. W 1934 wstąpił do Bułgarskiej Partii Komunistycznej, działał w jej paramilitarnych strukturach w Sofii. Dwukrotnie – najpierw 1941-1942, potem 1942-1943 – był osadzany w obozie w Kristo, mimo to kontynuował nielegalną działalność. Po przejęciu władzy w Bułgarii przez komunistów we wrześniu 1944 został dyrektorem administracyjnym w Ministerstwie Spraw Wewnętrznych i dyrektorem Milicji Robotniczej. Od 1948 był pierwszym pomocnikiem ministra spraw wewnętrznych. Uczestniczył w niszczeniu opozycji antykomunistycznej i środowisk intelektualnych niezwiązanych z ruchem komunistycznym. Za zasługi w niszczeniu opozycji został mianowany generałem-lejtnantem. Od 6 sierpnia 1949 do 6 stycznia 1951 był ministrem spraw wewnętrznych Bułgarii. Później, 1951-1953 był ministrem przemysłu spożywczego i aprowizacji, a 1956-1959 przewodniczącym Państwowej Komisji Planowania. W 1962 odsunięty od stanowisk ministerialnych i usunięty z Komitetu Centralnego partii i mianowany ambasadorem Bułgarii w NRD (do 1963). 1963-1971 był dyrektorem kilku firm w przemyśle spożywczym, a 1971-1979 urzędnikiem w ministerstwie rolnictwa.